# S/S Stord I
S/S Stord är ett norskt, koleldat ångfartyg som byggdes av Laxevaag Maskin- og Jernskibsbyggeri år 1913 för Hardanger Sunnhordlandske Dampskipsselskap och trafikerade rutten Bergen–Sunnhordland–Stavanger.

## Historia
År 1928 startade snabbtrafiken Sunnhordland Snøggruter och två år senare byggdes S/S Stord om för att anpassas till den. Hon förlängdes midskepps med 3,3 meter, överbyggnaden byggdes större och dräktigheten ökade till 465 brt. År 1939 fick hon ny propeller och två nya hytter på mellandäck. 
Den 20 april 1944 skadades S/S Stord och två av rederiets andra fartyg svårt när det holländska lastfartyget Voorbode sprängdes i luften i Bergen med 120 ton dynamit ombord. Efter andra världskriget beslöt rederiet att ersätta sina hårt slitna fartyg, men det tog lång tid att bygga nytt och under tiden byggdes bland andra S/S Stord om till dieseldrift. 

### Motorfartyg
I december 1947 anlände S/S Stord till Bergen Mekaniske Verksted för att få monterat två 12-cylindriga dieselmotorer från motorfabrikken Davey, Paxman & Co i Colchester i England med vardera 500 hästkrafter, som överfördes till propelleraxeln med kilremmar. Hon fick också en ny skorsten och hydrauliska lyftkranar. Under däck byggdes två fyrmanshytter och all inredning i hytter, matsal och salonger renoverades. Ombyggnaden, som var klar 13 juli 1949, kostade 1,3 miljoner kronor och M/V Stord hade nu en dräktighet på 470 brt. På grund av kraftiga vibrationer i akterskeppet svetsades en plåt senare över propellern. 
Mellan 1950 och 1959 gick M/V Stord  mellan Bergen och Odda på nätterna och från 1957 vikarierade hon också på Sunnhordland Snøggruter. Hon var  reservfartyg på alla rederiets rutter från 1959 när ordinarie fartyg var på varv. Den 2 oktober 1962 kolliderade M/V Stord med fartyget Bravo utanför Bergen och fick en skada på styrbords sida från 
vattenlinjen till bryggdäck, men kunde återvända till Bergen för egen maskin.
Den 27 augusti 1969 satte M/V Stord kurs mot Oslo och sin nya ägare, Oslokretsen av Blå Kors. Hon döptes om till O.T.Moe och lades upp som logifartyg för sjömän med alkoholproblem.

### Museifartyg
År 1979 övertogs fartyget av Norsk Veteranskibsklubb i Oslo, som överlät henne till en nybildad stiftelse två år senare. Hon bogserades  till Bergen för renovering och ombyggnad till ångdrift och 1931 års utseende. Ångmaskin och ångpanna köptes från England och i maj 1987 kunde S/S Stord I, som hon döpts till, efter omfattande arbete gå för egen maskin igen. Bara några dagar senare, den 20 maj, förstördes hon i en brand. Man beslöt att bygga upp henne igen och i augusti 2005 kunne S/S Stord I åter gå för egen ångmaskin. Från 2007 till 2013 inreddes hon vid Hardanger fartøyvernsenter i Norheimsund och fick trädäck.
Fartyget ägs idag av Stiftelsen D/S Stord I och seglar turistrafik på Vestlandet om sommaren.